# Engystomops petersi
Engystomops petersi é uma espécie de anfíbio da família Leptodactylidae. Pode ser encontrada na Colômbia, Equador, Peru e Brasil.